# Семпополь (гмина)
Семпополь (пол. Sępopol) — городско-сельская гмина (волость) в Польше, входит как административная единица в Бартошицкий повет, Варминьско-Мазурское воеводство. Население — 6301 человек (на 2018 год).

## Демография
Данные по переписи 2018 года:
| Перепись  | Всего   | Всего | Женщины | Женщины | Мужчины | Мужчины | Плотность населения |
| --------- | ------- | ----- | ------- | ------- | ------- | ------- | ------------------- |
| Единицы   | человек | %     | человек | %       | человек | %       | чел./км²            |
| Население | 6301    | 100   | 3107    | 49,3    | 3194    | 50,7    | 26                  |
| Городское | 1970    | 31,3  | 997     | 50,6    | 973     | 49,4    | 425                 |
| Сельское  | 4331    | 68,7  | 2110    | 48,7    | 2221    | 51,3    | 18                  |

## Соседние гмины
1. Гмина Барцяны
2. Гмина Бартошице
3. Гмина Корше
4. Россия